# Deutschland (Schiff, 1930)
Die Deutschland war das zweite Fahrgastschiff dieses Namens, das die Reederei Winkler in Berlin einsetzte. Sie war ein Schwesterschiff der 1929 gebauten Tempo.

## Geschichte
Die Brüder Otto und Eduard Winkler hatten schon 1925/26 auf der familieneigenen Werft am Kalksee ein Fahrgastschiff gebaut, dem sie den Namen Deutschland gegeben hatten und mit dem sie Ausflugsfahrten auf den Berliner Gewässern angeboten hatten. Doch diese erste Deutschland stießen sie 1929 schon wieder ab und ersetzten sie durch die 1930 gebaute zweite Deutschland. Dieses Schiff war mit einer Länge von 32 Metern und einer Breite von 5,1 Metern deutlich größer als sein Vorgänger und auch wesentlich stärker motorisiert. Mit der Deutschland durften laut Hans-Georg Rammelt 330 Personen befördert werden, Kurt Groggert gibt für das Jahr 1935 eine Höchstzahl von 340 Fahrgästen an. Die Gebrüder Winkler besaßen zu diesem Zeitpunkt mit der Germania und der Europa noch zwei weitere große Fahrgastschiffe.
1942 wurde die Deutschland der Transportgruppe Speer zugeordnet, 1943 wurde sie von den deutschen Truppen, die auf dem Rückzug waren, in der Nähe von Kiew im Dnepr versenkt.
Die Gebrüder Winkler bauten auf ihrer Werft ersatzweise ein Schiff, das eigentlich als Schlepper konzipiert worden war, zur dritten Deutschland aus. Mit dieser Deutschland flohen sie 1953 nach Westberlin. Die Germania, die in der Nachkriegszeit auf den Namen Einigkeit umgetauft worden war, und die Europa blieben in der DDR zurück. Aus der Einigkeit wurde die Friedrich Engels. Das Schiff wurde 1978 ausgemustert. Die Europa wurde in Karl Marx umbenannt, 1970 aus dem Betrieb genommen und in Bernburg an der Saale als Gaststätte abgestellt. Als Gaststättenschiff soll sie den Namen MS Bernburg getragen haben. Sie wurde um 1983 verschrottet.
Nachdem die Familie Winkler nach Westberlin geflohen war, baute sie dort ihren Reedereibetrieb wieder auf. Er heißt mittlerweile nach Otto Winklers Sohn Bruno „Reederei Bruno Winkler“. 1987 legte sich die Reederei Bruno Winkler wieder ein Schiff namens Europa zu.